# Memorándum Bákula
El Memorándum Bákula (oficialmente Nota 5-4-M/147 de la Embajada del Perú al Ministerio de Relaciones Exteriores de Chile) es el documento entregado por parte del diplomático peruano Juan Miguel Bákula el 23 de mayo de 1986 al canciller chileno Jaime del Valle, donde planteó la negociación de un tratado de límites marítimos.

## Antecedentes
En 1985, el ministro de Relaciones Exteriores del Perú, Juan Miguel Bákula, se reunió con el ministro de Relaciones Exteriores de Chile, Jaime del Valle, abordando el tema marítimo de manera formal.

## Hechos posteriores
Las negociaciones entre los dos países quedaron en suspenso, debido a los problemas que afrontó el Perú durante esos años; como la lucha contra Sendero Luminoso y el MRTA, la hiperinflación de la economía peruana y el conflicto del Perú con el Ecuador.

## Importancia
El Memorándum Bákula fue un gran antecedente a la demanda peruana ante la Corte Internacional de Justicia. Planteaba la negociación de límites marítimos, respaldando la posición peruana de que Chile y el Perú nunca habrían firmado un tratado que delimitara el mar entre los dos países.
Tal como afirmó el jurista  Tullio Treves, integrante del equipo peruano en el tribunal de La Haya:

[...] 

El embajador Bákula presentó la posición de Perú exponiendo la exigencia de proceder a la delimitación de los espacios marítimos entre los dos Estados y ese fue el único tema del que se habló durante la audiencia (con el canciller chileno de entonces).

Si su opinión hubiera sido que todos los problemas de delimitación marítima estaban ya resueltos desde 1952, como ahora lo pretende Chile, Perú no hubiera dedicado el tiempo, la energía ni la habilidad del negociador en jefe de su delegación.

[...]
Tullio Treves